# Caserma Roberto Bandini
La caserma Bandini è un edificio situato in piazza Amendola a Siena

## Storia
Il complesso militare, comprendente quattro palazzine principali disposte intorno ad un vasto piazzale rettangolare e una serie di capannoni e di annessi in fregio al viale interno posteriore, venne realizzato nel 1937 con intitolazione al gen. Alfonso Lamarmora ed entrata principale sull'allora piazza Vittorio Emanuele III.
All'interno del "vasto, armonico, ardito programma dell'amministrazione podestarile" , il nuovo insediamento militare risolveva l'annoso problema dell'accasermamento del Presidio a Siena, fino ad allora dislocato in locali "ristretti, malsani, indecorosi" , all'interno di ex-conventi o di vecchi stabili dislocati in punti diversi e spesso distanti della città.
Il problema viene posto in maniera decisa nel 1927, quando il Comune di Siena avanza una prima, vana richiesta, al Ministero dell'Interno di considerare la costruzione della nuova caserma come opera di risanamento edilizio urbano. La richiesta di fondi viene respinta anche dal ministero della Guerra, che pure in un primo momento si era mostrato disposto ad accollarsi una parte considerevole della spesa.
Nel 1929, dunque, il Comune si trova nella necessità di sostenere quasi per intero la spesa di realizzazione del nuovo complesso militare, cedendo gratuitamente il terreno per la costruzione, obbligandosi ad acquistare le vecchie caserme con l'impegno di reimpiegare il prezzo di stima per la nuova costruzione ed infine contribuendo con una cifra di £ 7.650.000.
Per la realizzazione del progetto di massima fornito dal Ministero della Guerra, comprendente un gruppo di fabbricati distribuiti intorno ad un vasto cortile rettangolare, si poneva inoltre la necessità di inglobare nell'area prescelta, nei pressi di porta Camollia, il campo di Tiro della Società mandamentale di Tiro a Segno, che venne così ad essere spostato nella zona presso la via di Pescaia, sempre a poca distanza da Porta Camollia.
Il materiale di splateamento dell'area per la nuova caserma venne usato come rinterro per il piano di fondo del nuovo campo sportivo del Rastrello.
Nel piano regolatore attualmente in vigore, la caserma "Roberto Bandini" è oggetto di un Progetto Norma secondo il quale l'area militare dovrebbe essere destinata a nuove sedi universitarie, residenze, servizi e attrezzature di uso pubblico, divenendo, per la sua ottima posizione appena fuori del centro storico, per i collegamenti previsti con la stazione e le fonti di Pescaia - a loro volta recuperate come sedi museali - uno dei principali poli della città.

## Architettura

### Esterno

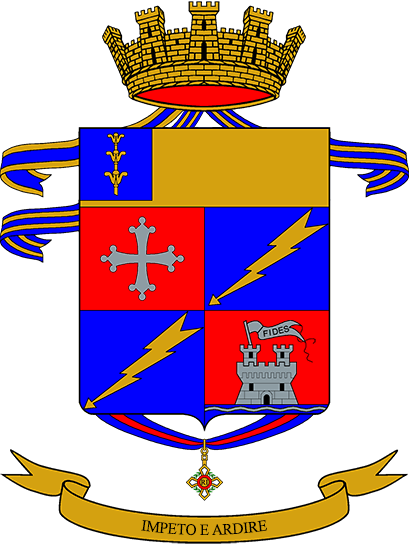
Stemma del 186º reggimento paracadutisti Folgore

La vasta area militare, che ospita il 186º Reggimento paracadutisti "Folgore" è delimitata dal viale Goffredo Mameli, dalla piazza e dal viale Giovanni Amendola, dalla via Martiri della caserma Lamarmora ed infine dalla via Carlo Pisacane; la caserma, inserita all'interno del perimetro, prospetta con lunghe facciate imponenti sul viale Mameli e sul viale Amendola.
Chiuso all'interno del muro di cinta e schermato da alberi, il complesso non ha rapporto con i fabbricati posti sul lato opposto delle strade: sulla piazza Amendola, dove si apre l'ingresso della caserma, ha di fronte il parco della Piazza delle Armi con la Piscina comunale, recintato, mentre poche abitazioni private sorgono nel primo tratto della via Martiri della caserma Lamarmora.
All'interno del perimetro militare recintato, la caserma comprende un gruppo di quattro fabbricati principali, destinati al comando e alla truppa, distribuiti intorno al vasto cortile rettangolare per le esercitazioni ed una serie di fabbricati secondari, capannoni con i magazzini ed i servizi, in fregio alle due strade interne retrostanti.
Sulla piazza Amendola prospetta la palazzina comando con l'ingresso al Circolo Ufficiali, collegata, tramite il muro di cinta in laterizio a vista con spessa cimasa e alta zoccolatura in travertino, a sinistra ad un annesso e quindi alla palazzina dei dormitori, a destra al basso fabbricato del corpo di guardia e quindi alla seconda palazzina per la truppa denominata Folgore, disposta in angolo con il viale Mameli.
L'ingresso alla caserma è chiuso sulla piazza da una cancellata in ferro; una seconda cancellata sbarra l'accesso al piazzale delle esercitazioni dopo il breve percorso aperto tra il fabbricato del corpo di guardia ed il fianco della palazzina comando, quest'ultimo segnato al centro del pian terreno da una spessa incorniciatura in travertino, sorta di portale-monumento affiancato da due targhe celebrative in bronzo e preceduto da due brevi scalini che fungono da basamenti per i due bossoli laterali e per il plinto del busto bronzeo del Bersagliere al centro.

### Interno della caserma
All'interno del complesso, i quattro edifici che in maniera perfettamente simmetrica chiudono il piazzale delle esercitazioni - le due palazzine per la truppa sui lati brevi, la palazzina degli uffici affiancata da ali porticate e la palazzina del comando sui lati lunghi - presentano indistintamente un semplice impianto scatolare molto sviluppato in senso longitudinale ed affidano alla abbondante presenza del travertino (zoccolature, cornicioni, fasce verticali, profilature ed inserti) la caratterizzazione in chiave rappresentativa delle lunghe facciate in laterizio a vista ritmate da file regolari di aperture rettangolari.

#### Palazzina di destra
La palazzina sulla destra, destinata alla truppa e posta in angolo con il viale Mameli, si presenta elevata su tre piani fuori terra e scandita tramite fasce verticali in travertino in cinque settori, più stretti i due alle estremità e più ampio quello centrale, di cui quest'ultimo, inoltre, maggiormente caratterizzato da un quasi totale rivestimento in travertino su cui campeggia la scritta Folgore. Sulla facciata posteriore, che prospetta direttamente sul viale, viene riproposta la medesima scansione in cinque settori scalati fra loro e l'accentuazione in senso rappresentativo della parte centrale che, leggermente avanzata rispetto alle ali, presenta un rivestimento basamentale di altezza doppia rispetto agli altri settori e una larga fascia centrale in travertino su cui si aprono le due finestrature sfalsate di illuminazione del vano scala.
La seconda palazzina per la truppa, posta esattamente di fronte alla "Folgore", risulta identica per impianto e caratteristiche delle facciate principali, nuovamente spartite in cinque settori, inquadrate da fasce in travertino e delimitate dall'alta zoccolatura e dallo spesso cornicione in notevole aggetto. Varia tuttavia il trattamento del settore centrale, che appare in questo caso completamente rivestito in travertino.
Il fabbricato posto sul fondo del piazzale, esattamente di fronte all'entrata, si distingue invece dagli altri per l'elevazione di soli due piani fuori terra e per la presenza di due ali ad un solo piano con portico antistante a cinque fornici, totalmente rivestito in travertino e recante sulle due architravature le scritte Impeto e Ardire e 186º Reggimento Paracadutisti Folgore.

#### Palazzina centrale
La palazzina centrale, scandita da grandi finestrature con profili in travertino, ospita in un vano a pian terreno la cappella, segnalata in facciata per la piccola tettoia in legno e laterizio sul lato destro dell'entrata, a protezione di due campane.

#### Palazzina comando
La palazzina comando, nella quale è stato possibile effettuare un limitato sopralluogo, sorge a sinistra dell'ingresso alla caserma e si eleva su tre piani fuori terra.

##### Esterno
Sul piazzale per le esercitazioni il fronte in laterizio a vista, scandito da una fitta successione di aperture rettangolari, appare delimitato alle estremità da fasce in travertino, sottolineato da un'alta zoccolatura e coronato da uno spesso cornicione modanato che funge da gronda in aggetto, ambedue nuovamente in travertino; di dimensioni ridotte rispetto ai due dormitori, la facciata è divisa mediante fasce verticali in travertino in tre settori, di cui quello centrale più ampio e leggermente avanzato.
A pian terreno, le aperture sono tutte incorniciate da fasce in travertino di notevole ampiezza, mentre ai piani superiori gli inserti sono limitati al davanzale delle finestre, unificato però in un'unica fascia per le finestre al primo piano del settore centrale.

##### Interno
L'ingresso alla palazzina, aperto fuori asse di simmetria, immette in un atrio pavimentato in marmo dal quale si sviluppa sulla sinistra la scala a tre rampe di collegamento con i piani superiori e a destra l'ingresso al Circolo Ufficiali, dotato anche di ingresso indipendente dalla piazza G. Amendola.
Al primo piano, disimpegnato da un corridoio centrale sviluppato per l'intera lunghezza del fabbricato e illuminato a due finestre aperte alle estremità, si trovano gli uffici, pavimentati in parquet, mentre il piano superiore è destinato in parte ad abitazione del comandante.
Su piazza Amendola la palazzina del comando presenta una facciata decisamente caratterizzata in chiave monumentale, con la divisione in cinque settori, con un maggiore avanzamento del settore centrale segnato a sua volta da una larga fascia in travertino, con il totale rivestimento in travertino del piano terreno e con la presenza del pronao, sempre in travertino, con quattro pilastri circolari davanti all'ingresso.
Quest'ultimo appare inoltre leggermente rialzato rispetto al piano stradale e preceduto quindi da una breve scalinata ancora una volta in travertino inquadrata da plinti semicircolari con sfere. Sullo spesso architrave del pronao è posta la scritta di intitolazione della caserma, le cui lettere in bronzo, nonostante il perfetto carattere anni '30, sono di recente apposizione. Maggior cura è posta anche nella tessitura del paramento in laterizio, che intorno alle finestre dei settori laterali forma delle scalettature a mo' di bugnato.
All'interno, il Circolo Ufficiali con il soggiorno, il bar, la biblioteca ed altre sale presenta un carattere "rustico" con le pavimentazioni in cotto, le cancellate interne in ferro battuto, la presenza di pareti e arcate in muratura in mattoni a vista.